# 杂谷土司
杂谷土司（藏語：རྒྱལ་ཁ།，威利转写：rgyal kha），又称杂谷脑土司，是明朝至清朝时期的一个世袭嘉绒人土司，为嘉绒十八土司之一，位于今四川阿坝州理县、茂县、黑水县一带，其治所位于今日理县杂谷脑镇。
1407年（永乐五年），杂谷头人阿漂归附明朝，被明廷授予安抚司，令其抚辑旧维州诸处蛮塞。正统年间，崛起的穆坪土司图谋占据威州、保县，与扼守要路的杂谷土司发生冲突。当时杂谷土司阿䧣被其小妻毒杀，其子亦遭毒害。穆坪土司欺凌杂谷土司妻寡子弱，想要将其兼并。1449年（正统十四年）穆坪土司趁明军远征麓川之机大举入侵杂谷，掠夺人畜，明朝的守臣不能制。穆坪土司将旧维州等处番寨占据，并派出土兵把守。但旧维州等地都被穆坪土司侵占，朝贡的道路被阻断。1452年（景泰三年），穆坪土司派人向明朝进贡，景泰帝要求穆坪归还侵占杂谷的的土地。穆坪土司奉命归还了部分土地，但拒不归还旧维州等地。1455年（景泰六年）穆坪土司克罗俄监粲去世后，穆坪土司衰落，杂谷土司崛起。1469年（成化五年），杂谷土司恢复了昔日的疆域，派人向明朝进贡，明朝定下三年一贡的惯例。
清军入关之后，杂谷土司趁中原大乱之际对外扩张。1657年（顺治十四年），杂谷土司桑吉朋和沃日土官巴必太围攻瓦寺土司曲翊伸的官寨。监军道佥事程翔闯，调防威保守备关天爵、林柯桂等率兵六百名，大破之，桑吉朋求和。1662年（康熙元年），阿朋、阿姜济等人驱逐桑吉朋，另立其侄。四川兵备道陈子达派人护送桑吉朋回杂谷，翌年桑吉朋复位。
桑吉朋去世后，其子良尔吉继位。1678年（康熙十七年），三藩之乱爆发，良尔吉借机大举对外扩张。1680年（康熙十九年），河西生羌劫掠百姓，他便假借捍卫朝廷的名义，袭取九子、龙窝（今属理县木卡乡）等寨。1683年（康熙二十二年），又袭取孟董等寨，灭打喇土司、八棱碉土司，卓克基以西至松岗皆为其所属，又与小金川土司、沃日土司、绰斯甲土司联姻，至此杂谷土司东西延绵一千里、有百姓一万余户，成为嘉绒各土司中最强大的一个。这引起清廷的警觉，决定将其分而治之。1721年（雍正元年），梭磨土舍跟随岳钟琪征讨郭罗克土司有功，被升格为梭磨土司。1748年（乾隆十三年），卓克基土舍、党坝土舍参与征讨大金川土司，分别被升格为卓克基土司和党坝土司，大大削弱了杂谷土司的势力。
1752年（乾隆十七年），杂谷土司苍旺发动叛乱，进攻梭磨、卓克基。四川总督策楞、提督岳钟琪调兵征讨，苍旺逃往松岗官寨，被擒获并遭诛杀。随后清廷对此地改土归屯，以杂谷土司辖境设立杂谷厅，除了松岗地区之外，其余以每一条沟设为土屯，即有甘堡屯、杂谷脑屯、上孟屯、下孟屯、九子五屯，各设守备、千、把、外委等土官。清廷于其地设副将、理番同知各1员，驻兵1200名，副将驻扎杂谷脑。在松岗官寨设立松岗土司，以继承杂谷土司世系。